# Мертенвей
Мертенвей (нід. Meertenwei) — селище в нідерландській провінції Гелдерланд. Входить до муніципалітету Бюрен. Наразі у селищі нараховується близько 10 будинків.